# Knut Posse (kungligt råd)
Knut Göransson Posse, född under 1640-talet på Tisselgård i Västergötland, död 7 augusti 1714 i Stockholm, var en svensk greve, militär och ämbetsman.

## Biografi
Knut Posse föddes in i den uråldriga ätten Posse, som son till överstelöjtnanten och kommendanten Göran Johansson Posse och dennes första hustru, som också var hans syssling, Brita Hård af Segerstad, vars mor tillhörde ätten Lillie af Aspenäs. Han föddes på Tisselgård i Västergötland som föräldrarnas första barn, och de fick ytterligare fyra innan de skilde sig och fadern gifte om sig med en annan kvinna ur moderns ätt. Knut Posse var då i tjugoårsåldern, och hade redan börjat avancera vid hovet, där han hamnade som page efter studier vid Uppsala universitet.
Posse blev fänrik vid Livgardet 1673, överstelöjtnant därstädes 1686, överste för Drabanterna till häst och Livgardet till fots 1696 och friherre samma år. Han blev generalmajor vid infanteriet 1700, deltog i landstigningen på Själland, slaget vid Narva, övergången av Düna med mera, blev generallöjtnant 1703, kungligt råd samt överståthållare i Stockholm 1705. 1706 upphöjdes han till grevligt stånd.
Posse blev friherre 1696 och 1706 stamfar för den grevliga ätten Posse med nummer 51.

### Familj
Posse gifte sig första gången 17 mars 1681 i Stockholm med friherrinnan Ingeborg Bielke (1652–1682), dotter till riksskattmästaren friherre Sten Bielke och Brita Rosladin.
Han gifte sig andra gången 22 juni 1686 med Anna Christina Natt och Dag (död 1747), dotter till vice presidenten Arvid Ivarsson (Natt och Dag) och friherrinnan Märta Kurck. De fick tillsammans barnen översten Carl Posse (1687–1737), Hedvig Ulrika Posse (1688–1762) som var gift med generaladjutanten Carl Gustaf Rosenstierna och riksrådet greve Olof Törnflycht, riksrådet Arvid Posse (1689–1754), Märta Beata Posse (1691–1738) som var gift med översten friherre Carl Henrik Cronstierna och riksrådet greve Herman Cedercreutz, Göran Posse (1694–1695), kaptenen Knut Posse (1697–1733) och Ulrika Fredrika Posse (1699–1717) som var förlovad med överstelöjtnanten och lantrådet greve Bengt Ludvig Stenbock.